# Знамя ворона
Знамя ворона (др.-исл. hrafnsmerki) — треугольный стяг с изображением чёрного ворона, под которым ходили военные корабли викингов. Первое упоминание о нём относится к 878 г. н.э. и встречается в Англосаксонской хронике. Его поднимали во время набегов, чтобы вселить ужас в противника. Аналогичную функцию позднее выполнял пиратский флаг с черепом и костями.
Вороны Хугин и Мунин в древнегерманской мифологии считались посвящёнными Одину. Ворон рассматривался как один из «зверей войны», как носитель смерти (птица, клюющая трупы). Значение флага, таким образом, было во многом тотемным.
Под знаменем с изображением ворона сражался в битве при Стамфорд-Бридже норвежский король Харальд Суровый. Под таким же стягом шли в бой воины Кнуда Великого и Вильгельма Завоевателя. Если знамя не висело безжизненно, а весело трепетало, это, как считалось, предвещало верную победу.